# Vincent Lindon
Pour les articles homonymes, voir Lindon.
Vincent Lindon est un acteur, réalisateur et scénariste français, né le 15 juillet 1959 à Boulogne-Billancourt.
Il a notamment été récompensé par le prix d'interprétation au Festival de Cannes 2015 et par le César du meilleur acteur en 2016 pour son rôle dans le film La Loi du marché (2015). En 2022, il est président du jury du 75e Festival de Cannes.
En 2024, il remporte la Coupe Volpi de la meilleure interprétation masculine à la Mostra de Venise pour le film Jouer avec le feu.

## Biographie

### Origines familiales et jeunesse
Vincent Lindon est issu du côté paternel d'une famille juive ashkénaze. Son arrière-grand-père paternel est Alfred Lindon (né Abner Lindenbaum), un joaillier juif de Cracovie en Pologne, qui est aussi collectionneur d'art moderne. Son arrière-grand-mère paternelle est Fernande Citroën, sœur aînée d'André Citroën. Son grand-père Raymond Lindon est premier avocat général à la Cour de Cassation et maire d'Étretat entre 1929 et 1959. Son père Laurent Lindon est dirigeant de l'entreprise Audioline. Son oncle Jérôme Lindon, est patron des Éditions de minuit.
Sa mère Alix Dufaure grandit dans la « haute bourgeoisie du 8e arrondissement », puis elle devient journaliste de mode à Marie Claire,. Jules Dufaure, Amédée Dufaure et le maréchal Exelmans font partie de ses aïeux.
Alors que Vincent Lindon a cinq ans, sa mère divorce pour épouser quelques années plus tard le journaliste Pierre Bénichou. Un séisme pour lui, en partie à l'origine de ses tics, qui ne se manifestent pas quand il joue un rôle au théâtre ou au cinéma.
Après des études au lycée Victor-Duruy, il obtient son baccalauréat C. Il s'inscrit alors en prépa Sup de Co. Comme il s'en lasse au bout de vingt-deux jours, il trouve en 1979 un stage d'aide-costumier sur le tournage du film Mon oncle d'Amérique d'Alain Resnais, où il s'occupe notamment de Gérard Depardieu. Puis il passe un an à New York pour travailler comme assistant chargé de la promotion radio auprès de son oncle, Éric Dufaure, fondateur du label Cachalot Records. De retour à Paris, il est engagé comme machiniste itinérant sur les tournées de l'humoriste Coluche en 1981. Il travaille également aux petites annonces du journal Le Matin de Paris avant d'entrer au cours Florent.

### Carrière d'acteur

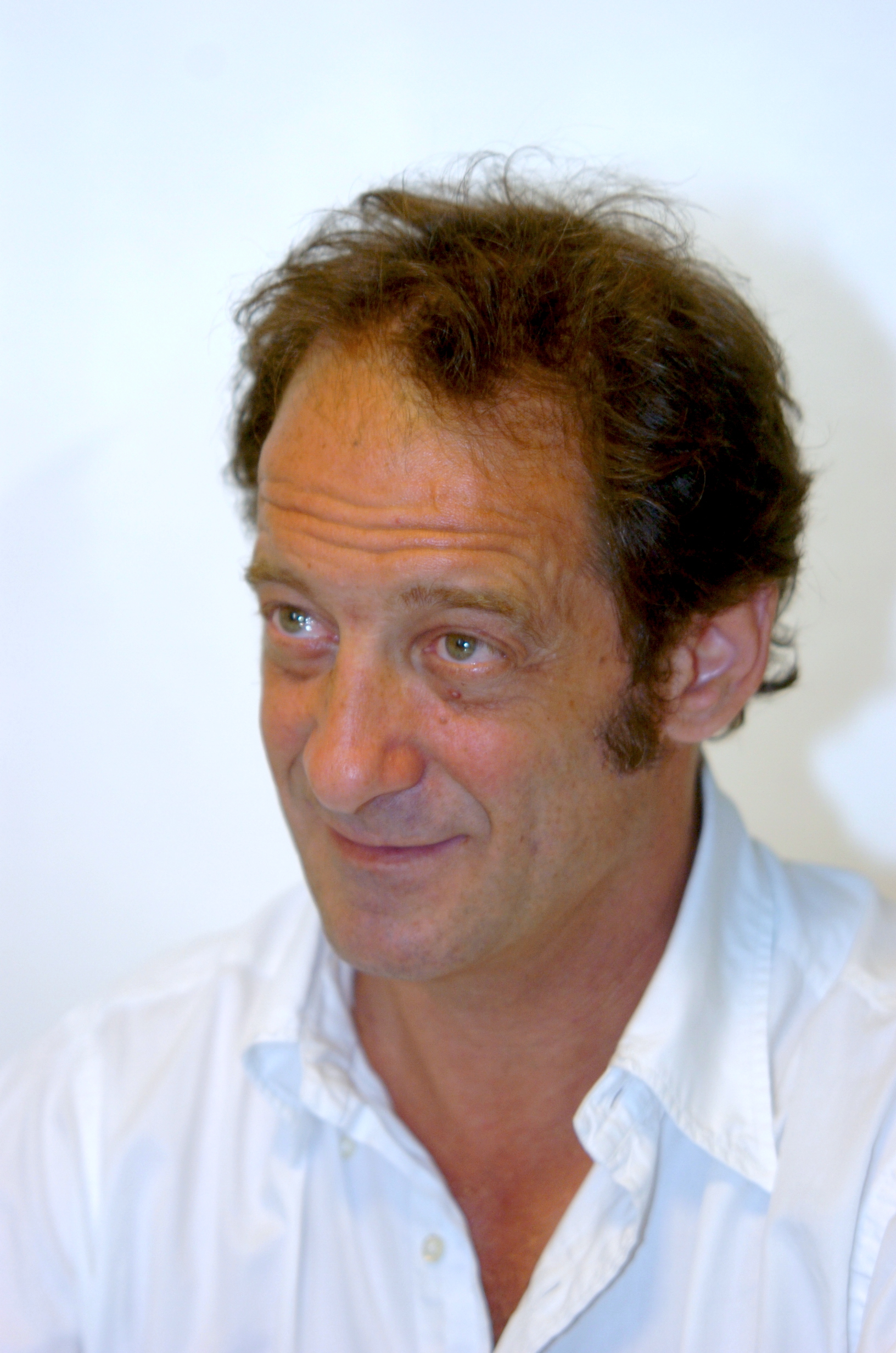
Vincent Lindon, le 1er juillet 2008 à Paris.

Depuis les années 1980, Vincent Lindon a tourné sous la direction de grands réalisateurs français, tels que Claude Sautet, Claude Lelouch, Coline Serreau, Bertrand Blier, Claire Denis, Emmanuel Carrère, Nicole Garcia, Stéphane Brizé, Jacques Doillon, Xavier Giannoli, Julia Ducournau, Alain Cavalier, Mathieu Kassovitz, Benoît Jacquot, Jean-Jacques Beineix, Diane Kurys, Claude Pinoteau, Pierre Jolivet. Un grand nombre de ses films sont devenus des films phares du cinéma français, comme L'Étudiante (1988), La Crise (1992), Fred (1997), Ma Petite Entreprise (1999), Welcome (2009), Pater (2011), La Loi du Marché (2015), Rodin (2017), L’Apparition (2018) ou encore Titane (2021).

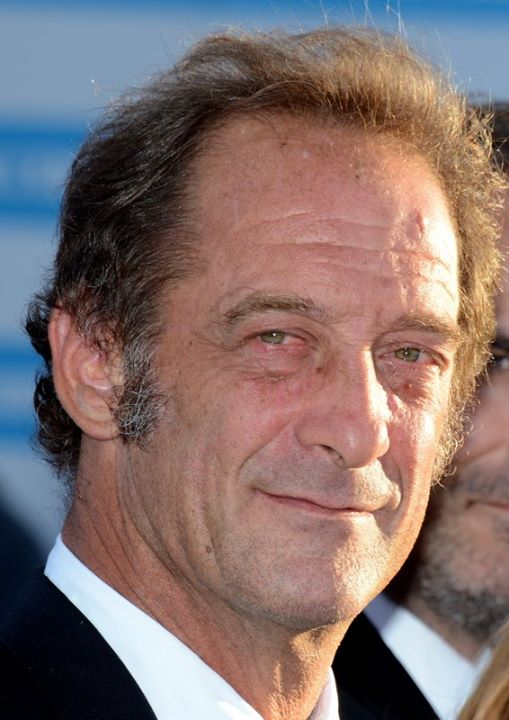
Vincent Lindon au festival du cinéma américain de Deauville 2013.

En 2005, il obtient le Swann d'or du meilleur acteur au Festival du film de Cabourg pour La Moustache de Emmanuel Carrère.
En 2013, il préside le jury du 39e Festival du cinéma américain de Deauville.
En 2015, dans le film La Loi du marché de Stéphane Brizé, il interprète le rôle d'un chômeur, ce qui lui vaut d'être récompensé du Prix d'interprétation masculine lors du 68e Festival de Cannes puis le César du meilleur acteur lors de la 41e cérémonie en 2016. Il s'agit du premier César de sa carrière après cinq nominations infructueuses. Il retrouve Stéphane Brizé avec Un autre monde, film qui sort en salle en mars 2022.
En mai 2022, il est nommé président du jury de la 75e édition du festival de Cannes où il succède à Spike Lee.

### Famille et vie privée
- L'arrière-grand-père paternel de Vincent Lindon, Alfred Lindon, est un joaillier juif polonais. Né Abner Lindenbaum, il devient citoyen britannique et épouse Fernande Citroën, sœur de l'industriel André Citroën. Il adopte le patronyme Lindon durant la Première Guerre mondiale[18],[19].
- Son grand-père, Raymond Lindon, est premier avocat général à la Cour de cassation et maire d'Étretat entre 1929 et 1959[4]. Il participe à la création de l'État d'Israël[5].
- Son oncle, Jérôme Lindon, dirige Les Éditions de minuit de 1948 à sa mort en 2001.
- Son cousin, Mathieu Lindon, est journaliste et écrivain[4].
- L'arrière-grand-père maternel de Vincent Lindon, Ferdinand Dufaure, est le fils d'Amédée Dufaure, homme politique et fils du président du conseil Jules Dufaure. La femme de Ferdinand Dufaure était Sabine de Laborde-Noguez, petite-fille d'Amédée de Laborde-Noguez et de l'amiral Larrieu, et arrière petite-fille du maréchal Exelmans[20],[21].

Vincent Lindon a pendant près de dix ans, durant les années 1980, partagé la vie de Claude Chirac, avant d'avoir une relation amoureuse très médiatisée avec Caroline de Monaco. Il est père de deux enfants, Marcel, né en 1996, et une fille, Suzanne, née en 2000 de son union avec Sandrine Kiberlain, rencontrée en 1993 sur le tournage du film L’Irrésolu, ils se séparent en 2004. En 2009, il rencontre Chiara Mastroianni, avec laquelle il aura une liaison amoureuse jusqu'en 2013[réf. souhaitée]. En mai 2022, lors du festival de Cannes dont il est président du jury, il officialise sa relation avec Cécile Duffau, rencontrée quelques années auparavant.
Vincent Lindon, atteint du syndrome de Gilles de La Tourette,, a des tics nerveux qui lui ont valu difficultés et harcèlement dès l'enfance et qu'il affronte dans sa vie personnelle et professionnelle. Ces problèmes n'ont semble-t-il jamais empêché le comédien d'exercer son métier : « Quand je tourne, à partir du moment où on dit moteur, je n'en ai pas » déclarait-il en 1990 dans l'émission de Thierry Ardisson, Lunettes noires pour nuits blanches à l'occasion de la sortie du film de Claude Lelouch, Il y a des jours… et des lunes.

### Prises de position
En 2002, il cosigne une pétition demandant une « solution rapide et décente aux problèmes fiscaux de Françoise Sagan », condamnée pour une fraude fiscale sur ses revenus de 1994 et devant à l’État 838 469 euros, en considérant que si « Françoise Sagan doit de l'argent à l’État, la France lui doit beaucoup plus : le prestige, le talent, un certain goût de la liberté et de la douceur de vivre ».
En 2007, il est proche de François Bayrou lors de la campagne de l'élection présidentielle, et fait même un discours au Zénith, pour le lancement du Modem, devant 6000 personnes,. En 2012, il soutient François Bayrou au premier tour et assiste au meeting de François Hollande au palais omnisports de Paris-Bercy lors du second tour de la campagne présidentielle.
En mai 2020, dans le contexte de la pandémie de Covid-19, il défend une tribune sur Mediapart dans laquelle il critique les politiques qui ont selon lui aggravé cette crise,. En juin, le comédien suggère une taxe afin de faire contribuer les plus riches à la crise du coronavirus. Nommée « taxe Jean Valjean », elle est portée par certains députés de gauche et pourrait être définie comme une contribution exceptionnelle.

## Filmographie

### Acteur

#### Cinéma

##### Années 1980
- 1983 : Le Faucon de Paul Boujenah : un inspecteur
- 1984 : L'Addition de Denis Amar : Magnum
- 1984 : Notre histoire de Bertrand Blier : Brechet
- 1985 : Parole de flic de José Pinheiro : Dax
- 1985 : 37°2 le matin de Jean-Jacques Beineix : Richard, le jeune policier
- 1986 : Suivez mon regard de Jean Curtelin : un loubard violeur
- 1986 : Prunelle Blues de Jacques Otmezguine : Fernand
- 1986 : Escort Girl de Bob Swaim : Sonny
- 1986 : Yiddish Connection de Paul Boujenah : Zvi
- 1986 : Un homme amoureux de Diane Kurys : Bruno Schlosser
- 1987 : Dernier Été à Tanger d'Alexandre Arcady : Roland Barres
- 1988 : Quelques jours avec moi de Claude Sautet : Fernand
- 1988 : L'Étudiante de Claude Pinoteau : Ned

##### Années 1990
- 1990 : Il y a des jours… et des lunes de Claude Lelouch : l'aubergiste
- 1990 : La Baule-les-Pins de Diane Kurys : Jean-Claude
- 1990 : Gaspard et Robinson de Tony Gatlif : Robinson
- 1990 : Netchaïev est de retour de Jacques Deray : Daniel Laurencon/Netchaiev
- 1992 : La Belle Histoire de Claude Lelouch : Simon Choulel
- 1992 : La Crise de Coline Serreau : Victor
- 1993 : Tout ça… pour ça ! de Claude Lelouch : Lino
- 1993 : L'Irrésolu de Jean-Pierre Ronssin : François
- 1995 : La Haine de Mathieu Kassovitz : l'homme ivre
- 1996 : Le Jour du chien de Ricky Tognazzi : Francesco
- 1996 : Les Victimes de Patrick Grandperret : Pierre Duval
- 1996 : La Belle Verte de Coline Serreau : Max
- 1997 : Fred de Pierre Jolivet : Fred
- 1997 : Le Septième Ciel de Benoît Jacquot : Nico
- 1998 : Paparazzi d'Alain Berberian : Michel Verdier
- 1998 : L'École de la chair de Benoît Jacquot : Chris
- 1998 : Belle Maman de Gabriel Aghion : Antoine
- 1998 : Pas de scandale de Benoît Jacquot : Louis Jeancourt
- 1999 : Ma petite entreprise de Pierre Jolivet : Ivan Lansi

##### Années 2000
- 2000 : Mercredi, folle journée ! de Pascal Thomas : Martin Socoa
- 2001 : Chaos de Coline Serreau : Paul
- 2001 : Vendredi soir de Claire Denis : Jean
- 2002 : Le Frère du guerrier de Pierre Jolivet : Thomas
- 2002 : Filles uniques de Pierre Jolivet : Bruno
- 2003 : Le Coût de la vie de Philippe Le Guay : Coway
- 2003 : La confiance règne d'Étienne Chatiliez : Christophe Gérard
- 2004 : La Moustache d'Emmanuel Carrère : Marc Thiriez
- 2004 : L'Avion de Cédric Kahn : Pierre
- 2006 : Selon Charlie de Nicole Garcia : Serge
- 2007 : Je crois que je l'aime de Pierre Jolivet : Lucas
- 2007 : Ceux qui restent de Anne Le Ny : Bertrand Liévain
- 2008 :  Chasseurs de dragons de Guillaume Ivernel et Arthur Qwak : Lian-Chu (voix)
- 2008 : Mes amis, mes amours de Lorraine Lévy : Mathias
- 2008 : Pour elle, de Fred Cavayé : Julien
- 2009 : Welcome de Philippe Lioret : Simon Calmat
- 2009 : Mademoiselle Chambon de Stéphane Brizé : Jean

##### Années 2010
- 2011 : La Permission de minuit de Delphine Gleize : David
- 2011 : Pater d'Alain Cavalier : Vincent
- 2011 : Toutes nos envies de Philippe Lioret : Stéphane
- 2012 : Quelques heures de printemps de Stéphane Brizé : Alain
- 2012 : Augustine d'Alice Winocour : Dr Charcot
- 2013 : Les Salauds de Claire Denis : Marco Silvestri
- 2014 : Mea Culpa de Fred Cavayé : Simon
- 2015 : Journal d'une femme de chambre de Benoît Jacquot : Joseph
- 2015 : Les Chevaliers blancs de Joachim Lafosse : Jacques Arnault
- 2015 : La Loi du marché de Stéphane Brizé : Thierry
- 2017 : Rodin de Jacques Doillon : Auguste Rodin
- 2018 : L'Apparition de Xavier Giannoli : Jacques Mayano
- 2018 : L'Île aux chiens (Isle of Dogs) de Wes Anderson : Chef (voix française)
- 2018 : En guerre de Stéphane Brizé : Laurent Amédéo
- 2019 : Dernier Amour de Benoit Jacquot : Giacomo Casanova

##### Années 2020
- 2020 : Mon cousin de Jan Kounen : Pierre
- 2021 : Titane de Julia Ducournau : Vincent
- 2021 : Enquête sur un scandale d'État de Thierry de Peretti : Jacques Billard
- 2021 : Un autre monde de Stéphane Brizé : Philippe Lemesle
- 2022 : Avec amour et acharnement de Claire Denis : Jean
- 2024 : Comme un fils de Nicolas Boukhrief : Jacques Romand
- 2024 : Le Deuxième Acte de Quentin Dupieux : Guillaume Tardieu
- 2024 : Jouer avec le feu de Delphine et Muriel Coulin : Pierre
- 2024 : Le Choix de Gilles Bourdos : Joseph Cross
- 2025 : The Entertainment System Is Down (en) de Ruben Östlund :
- 2026 : Les Misérables de Fred Cavayé : Jean Valjean

#### Télévision

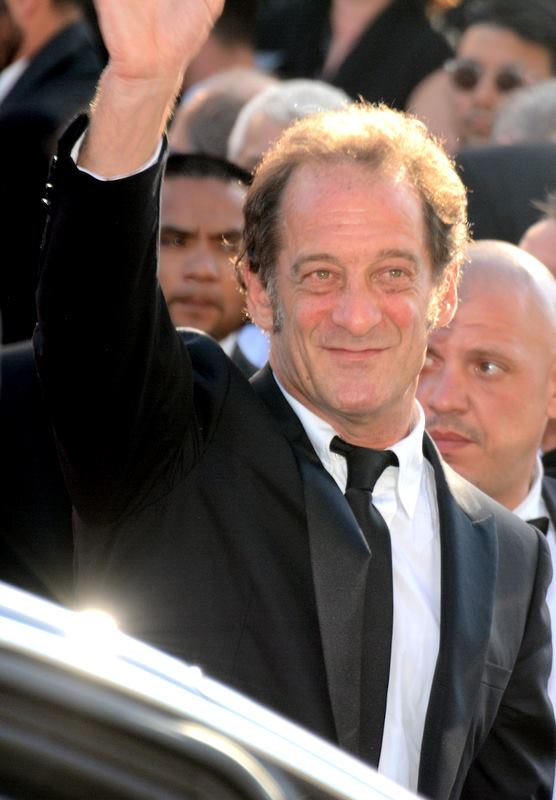
Vincent Lindon à Cannes en 2015.

- 1984 : L'Île de la Jeune Fille Bleue de Patrick Jamain : Frédéric
- 1984 : The Ebony Tower de Robert Knights
- 1985 : Néo Polar (épisode Salut ma puce) : Patrick, le privé
- 1985 : Une vie comme je veux de Jean-Jacques Goron, avec Miou-Miou, Pierre Arditi
- 2008 : 68, documentaire de Patrick Rotman : voix du narrateur
- 2014 : Winston Churchill, un géant dans le siècle, documentaire de David Korn-Brzoza : voix du narrateur
- 2015 : La Chute du Reich, documentaire de David Korn-Brzoza : voix du narrateur
- 2016 : Après Hitler, documentaire de David Korn-Brzoza et Olivier Wieviorka : voix du narrateur
- 2017 : Jeunesses hitlériennes, l’endoctrinement d’une nation, documentaire de David Korn-Brzoza : voix du narrateur
- 2019 : Sciences Nazies, la race, le sol et le sang, documentaire de David Korn-Brzoza : voix du narrateur
- 2022 : La Rafle du Vel'd'Hiv, la honte et les larmes, documentaire de David Korn-Brzoza : voix du narrateur
- 2023 : D'argent et de sang de Xavier Giannoli : Simon Weynachter
- 2024 : 1914, et soudain la guerre !, documentaire de Cédric Gruat : voix du narrateur[33]
- 2024 : Vincent Lindon - Cœur sanglant, documentaire de Thierry Demaizière et Alban Teurlai, lui-même[34].
- 2025 : Hiroshima , la course vers l’apocalypse, documentaire de David Korn-Brzoza : voix du narrateur

#### Clip
- 2005 : La Bonne étoile de Matthieu Chedid et Laurent Seroussi

### Scénariste
- 1998 : Paparazzi d'Alain Berberian
- 2001 : Pas d'histoires (film collectif), segment Cyrano de lui-même
- 2011 : Pater d'Alain Cavalier (participation non créditée)
- 2011 : Complices (court métrage vidéo) d'Alain Cavalier

### Réalisateur
- 2001 : Pas d'histoires (film collectif), segment Cyrano

### Producteur
- 2015 : La Loi du marché de Stéphane Brizé (producteur associé)
- 2021 : Un autre monde de Stéphane Brizé (coproducteur)

## Distinctions

### Récompenses
- Prix Jean-Gabin 1989

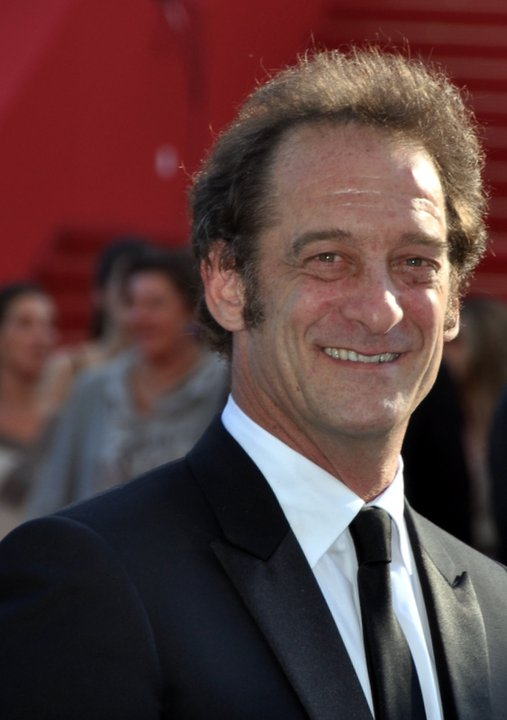
Vincent Lindon au festival de Cannes 2011.

- Festival du film de Cabourg 2005 : Swann d'or du meilleur acteur pour La Moustache
- Chlotrudis Awards 2007 : Chlotrudis Award du meilleur acteur pour La Moustache
- Festival du film de Sarlat 2008 : Prix d'interprétation masculine pour Pour elle
- Festival de Cannes 2015 : Prix d'interprétation masculine pour La Loi du marché
- Magritte 2016 : Magritte d'honneur[35]
- Lumières 2016 : Lumière du meilleur acteur pour La Loi du marché et Journal d'une femme de chambre
- César 2016 : César du meilleur acteur pour son rôle pour La Loi du marché
- LAFCA 2021 : Los Angeles Film Critics Association Award du meilleur acteur dans un second rôle pour Titane
- Mostra de Venise 2024 : Coupe Volpi de la meilleure interprétation masculine pour Jouer avec le feu[36]

### Nominations
- César 1993 : César du meilleur acteur pour La Crise
- César 2000 : César du meilleur acteur pour Ma petite entreprise
- César 2008 : César du meilleur acteur pour Ceux qui restent
- César 2010 : César du meilleur acteur pour Welcome
- César 2013 : César du meilleur acteur pour Quelques heures de printemps
- Globe de Cristal 2013 : du meilleur acteur pour Quelques heures de printemps
- Trophées du Film français 2020 : Trophée d'honneur Accuracy

### Autres
- 2013 : président du jury du 39e Festival du cinéma américain de Deauville[13].
- 2014 : juré du 40e Festival du cinéma américain de Deauville (édition anniversaire durant lequel le jury est composé d'anciens présidents de jury, à l'exception d'une jurée)
- 2015 : invité d'honneur du 6e Festival international du film de La Roche-sur-Yon.
- 2022 : président du jury des longs métrages du 75e Festival de Cannes.